# Marc Fosset
Marc Fosset (París, 17 de mayo de 1949-31 de octubre de 2020) fue un guitarrista de jazz francés.

## Biografía
Fosset nació en distrito parisino de Belleville. Aprendió a tocar la guitarra como zurdo después de ver tocar a Yves Montand y Didi Duprat, y también fue influenciado por el estilo de Django Reinhardt. Con Michel De Villers, Fossett comenzó a acompañar a músicos de jazz y blues en el club Trois Mailletz de París. Se unió a la banda de rock Magma, tocó con René Urtreger y Claude Guilhot, y en 1976 fundó un trío con Franco Manzecchi y Patrice Galas. 
En 1977 formó dúo con Patrice Caratini. En las décadas de 1980 y 1990, realizó una gira con Stephane Grappelli. Fosset suele actuar en dúo con Jean-Michel Cazorla y en trío con Laurent y Philippe Briand.
Falleció el 31 de octubre de 2020 a los setenta y un años debido al mal de Parkinson.

## Discografía
- 1978 Le Chauve Et Le Gaucher con Patrice Caratini (Abierto)
- 1978 Órgano con Patrice Galas, Franco Manzecchi (Abierto)
- 1979 Boite a Musique con Patrice Caratini (Abierto)
- 1979 Petit Voyage con Patrice Caratini, Claude Guilhot, Charles Saudrais (Abierto)
- 1980 La Récré ( América )
- 1980 Live with Patrice Galas, Umberto Pagnini (String)
- 1981 Hershey Bar con Michel de Villers (adelante)
- 1982 3 Temps Pour Bien Faire con Patrice Caratini, Marcel Azzola
- 1982 Troisième Acte con Patrice Caratini
- 1986 Fleur De Banlieue (Vol. 2) Patrice Caratini, Marcel Azzola
- 1997 Primer set (Izamusic)
- 2011 Au Jazzland ( Altrisuoni )

### Como sideman
Con Stéphane Grappelli
- 1973 Solo una de esas cosas
- 1983 Stephanova
- 1984 Uniéndolo junto con Toots Thielemans
- 1984 Mirándote
- 1985 Para todas las estaciones con Yehudi Menuhin
- 1987 Grappelli interpreta a Jerome Kern
- 1988 Menuhin & Grappelli juegan "Celos" y otros grandes estándares con Yehudi Menuhin
- 1988 Menuhin & Grappelli Play Berlin Kern Porter & Rodgers & Hart con Yehudi Menuhin
- 1988 Olimpia 88
- 1989 Todo vale con Yo-Yo Ma
- 1991 Stephane Grappelli en Tokio
- 1992 en vivo 1992
- 1996 Stephane Grappelli y McCoy Tyner
- 1999 en vivo en el Cambridge Folk Festival

Con otros
- 1977 Inédits, Magma
- 1988 Né Quelque Part, Maxime le Forestier
- 1993 Héroes, Mark O'Connor
- 2002 Jazzola, Marcel Azzola
- 2003 Tonino Baliardo, Tonino Baliardo
- 2007 Recidiva No. 2, René Urtreger
- 2008 Florin Niculescu interpreta a Stephane Grappelli, Florin Niculescu